# 박상현 (축구 선수)
박상현(朴相泫, 1987년 2월 11일~)은 대한민국의 축구 선수이며, 포지션은 미드필더이다.

## 클럽 경력
2010 K리그 드래프트를 통해 성남 일화 천마에 입단하였지만 출장 기회를 잡지 못하고 2011년 광주 FC로 이적하였다.